# アッティラ・ゾラー

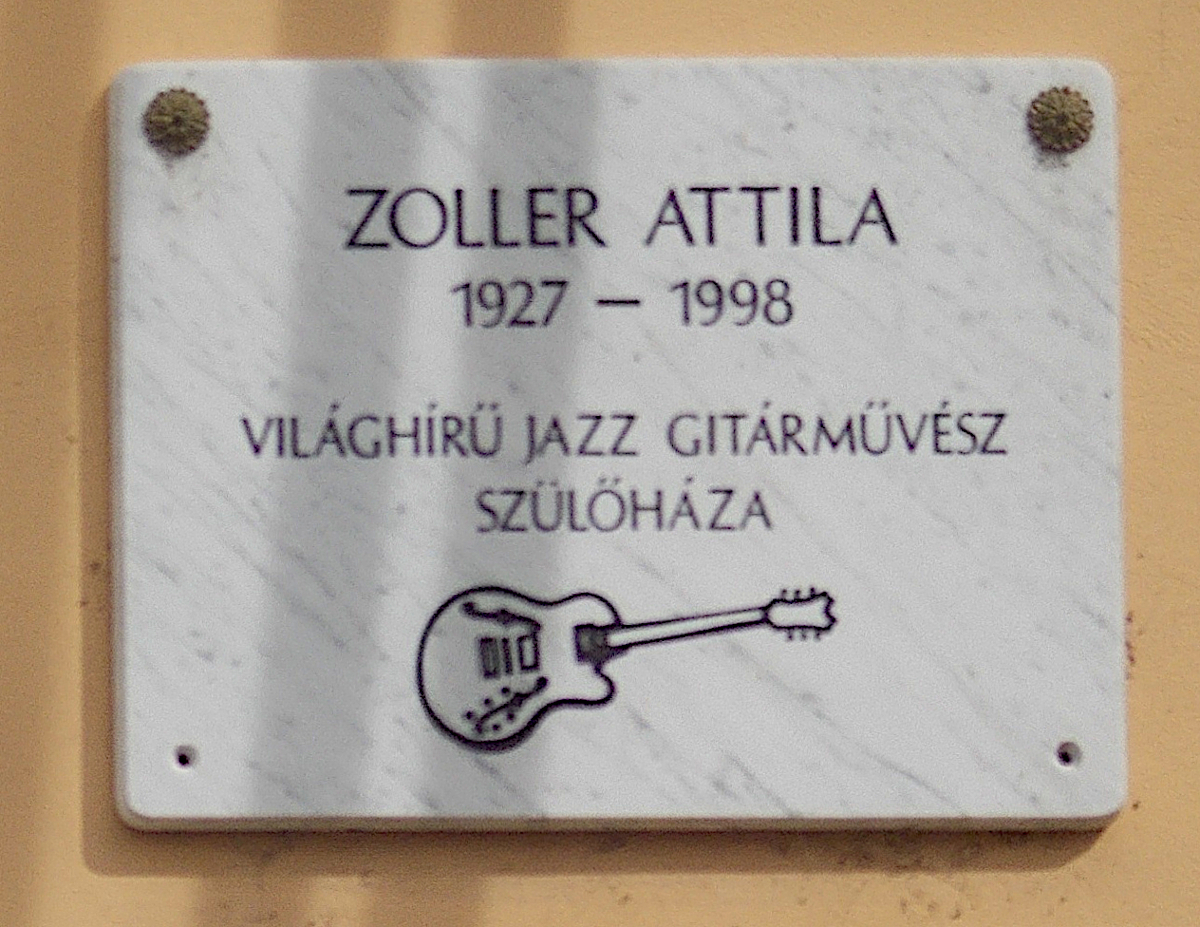
ハンガリーのヴィシェグラードにあるゾラーの生家の銘板

アッティラ・ゾラー（Attila Zoller、1927年6月13日 - 1998年1月25日）は、ハンガリーのジャズ・ギタリスト。第二次世界大戦後、ソビエト連邦によるハンガリー占領から逃れるため、山岳地帯を徒歩でオーストリアに逃れた。1959年にアメリカに移住し、ミュージシャンおよび教育者として余生を過ごした。

## 略歴
ゾラーはハンガリーのヴィシェグラードで生まれた。子供の頃、プロのヴァイオリニストである父親からヴァイオリンを習った。在学中はフリューゲルホルンとベースを演奏していたが、後にギターを選んだ。ソビエト連邦がハンガリーを占領していた間、彼は学校を中退し、ブダペストのジャズ・クラブで演奏していた。ソビエト連邦が共産主義の軍事政権を樹立していた1948年に、ハンガリーから逃亡した。彼はギターを抱えて山道を歩いてオーストリアに逃れた。ウィーンに定住し、オーストリア国籍を取得し、アコーディオン奏者のヴェラ・アウアーとジャズ・グループを結成した。
1950年代半ば、ゾラーはドイツに移住し、ドイツ人ミュージシャンのユタ・ヒップやハンス・コラーと演奏した。オスカー・ペティフォードやリー・コニッツなどのアメリカ人ジャズ・ミュージシャンがドイツを訪れた際、彼らは彼にアメリカに移住するよう説得した。彼はレノックス・スクール・オブ・ジャズの奨学金を得てアメリカに移住した。彼の教師の一人はギタリストのジム・ホールで、ルームメイトはオーネット・コールマンだった。このコールマンが彼にフリー・ジャズへの興味を抱かせた。
1962年から1965年にかけて、ゾラーはフルート奏者のハービー・マン、その後はリー・コニッツ、アルベルト・マンゲルスドルフとのグループで演奏した。長年にわたり、ベニー・グッドマン、スタン・ゲッツ、レッド・ノーヴォ、ジミー・レイニー、ハービー・ハンコック、ロン・カーター、シャーリー・スコット、カル・ジェイダー、ジミ・ヘンドリックスと共演し、レコーディングを行った。また、1960年代にはニューヨークのジャズ・クラブでピアニストのドン・フリードマンと共演した。
1974年、バーモント州でアッティラ・ゾラー・ジャズ・クリニックを開設。後にバーモント・ジャズ・センターと改名され、1998年までそこで教鞭を執った。彼は双方向ピックアップを発明し、弦とシグネチャーギター・シリーズをデザインした。1989年から1998年にかけては、ドイツのヴィブラフォン奏者ヴォルフガング・ラッカーシュミットと多く共演するようになり、レコーディングも一緒に行った。1998年にバーモント州タウンゼンドで亡くなる3週間前には、ニューヨークでトミー・フラナガンやジョージ・ムラーツと共演した。

## 受賞歴と栄誉
- 生涯功労賞（ニューイングランド芸術財団）[6]
- ギタリストのデヴィッド・ベッカーがコーディネートとプロデュースを手掛けたトリビュート・アルバム『メッセージ・トゥ・アッティラ～アッティラ・ゾラーに捧ぐ』には、ギタリストのジョン・アバークロンビー、ジーン・バートンシーニ、ピーター・バーンスタイン、パット・メセニー、マイク・スターンらが演奏するゾラーの楽曲が収録されている[7]。

## ディスコグラフィ

### リーダー・アルバム
- 『ザ・ホライゾン・ビヨンド』 - The Horizon Beyond (1965年、Emarcy)
- 『ZO-KO-SO』 - Zoller Koller Solal (1966年、SABA) ※with ハンス・コラー、マーシャル・ソラール
- 『カッツ・ウント・マウス』 - Katz & Maus (1967年、SABA)
- 『ZO-KO-MA』 - Zo-Ko-Ma (1968年、MPS) ※with リー・コニッツ、アルベルト・マンゲルスドルフ
- 『ジプシー・クライ』 - Gypsy Cry (1970年、Embryo)
- 『ギター・ジーニャス・イン・ジャパン』 - Guitar Genius In Japan (1970年、Overseas) ※ケニー・バレル、ジム・ホールとのスプリット盤
- 『デュオローグ』 - Duologue (1971年、Express) ※with 佐藤允彦
- 『会遇』 - A Path Through Haze (1972年、MPS/BASF) ※with 佐藤允彦
- 『ドリーム・ベルズ』 - Dream Bells (1976年、Enja)
- 『コモン・コウズ』 - Common Cause (1979年、Enja)
- 『ベック&ゾラー』 - Beck & Zoller (1979年、Progressive) ※with ジョー・ベック
- 『ジム&アイ』 - Jim & I (1980年、L+R) ※with ジミー・レイニー
- 『ザ・K&K・トリオ・イン・ニューヨーク』 - The K & K 3 in New York (1980年、L+R) ※with ハンス・コラー、ジョージ・ムラーツ
- 『コンジャンクション』 - Conjunction (1981年、Inner City)
- 『ジム&アイ・ライヴ』 - Jim & I Live (1981年、L+R) ※with ジミー・レイニー
- 『ジム&アイ・ライヴ・アット・クオシモード』 - Jim & I Live At Quasimodo (1986年、L+R) ※with ジミー・レイニー
- 『メモリーズ・オブ・パノニア』 - Memories of Pannonia (1986年、Enja)
- 『オーヴァーカム』 - Overcome (1988年、Enja)
- Live Highlights '92 (1992年、Bhakti)
- 『ホエン・イッツ・タイム』 - When It's Time (1995年、Enja)
- Thingin (1996年、hat ART) ※with リー・コニッツ、ドン・フリードマン
- Lasting Love (1997年、Acoustic Music)
- 『ザ・ラスト・レコーディングス』 - The Last Recordings (2000年、Enja)
- Common Language (2002年、Acoustic Music)
- Jazz Soundtracks (2013年、Sonorama)

### 参加アルバム
クラウス・ドルディンガー
- 『イン・スダメリカ』 - Doldinger in Sud Amerika (1965年、Philips)

ドン・フリードマン
- Dreams and Explorations (1965年、Riverside)
- 『メタモルフォーシス』 - Metamorphosis (1966年、Prestige)

ハンス・コラー
- Exclusiv (1963年、SABA)
- 『トリニティ』 - Trinity (1979年、L+R) ※with ローランド・ハナ

アルベルト・マンゲルスドルフ
- 『デュエット』 - Albert Mangelsdorff and His Friends (1977年、MPS)
- Mainhattan Modern Lost Jazz Files (2015年、Sonorama)
- The Jazz Sextet (2017年、Moosicus)

ハービー・マン
- 『ライヴ・アット・ニューポート』 - Herbie Mann Live at Newport (1963年、Atlantic)
- 『マイ・カインダ・グルーヴ』 - My Kinda Groove (1965年、Atlantic)
- 『アワ・マン・フルート』 - Our Mann Flute (1966年、Atlantic)
- 『中東の印象』 - Impressions of the Middle East (1967年、Atlantic)
- 『ビート・ゴーズ・オン』 - The Beat Goes On (1967年、Atlantic)

オスカー・ペティフォード
- The Oscar Pettiford Quartet (1958年、Ex Libris)
- The Legendary Oscar Pettiford (1975年、Black Lion)

その他
- ゲイリー・クロスビー : Gary Crosby (1957年、World Pacific)
- ラヨシュ・ドゥダシュ : Monte Carlo (1981年、Rayna)
- エミール・マンゲルスドルフ : 『メディテーション』 - Meditation (1994年、L+R)
- デイヴ・パイク : 『マンハッタン・ラテン』 - Manhattan Latin (1964年、Decca)
- シャーリー・スコット : 『ビッグ・バンズ・コレクション』 - Roll 'Em: Shirley Scott Plays the Big Bands (1966年、Impulse!)
- トニー・スコット : Tony Scott (1968年、Verve)
- カル・ジェイダー : Soul Burst (1966年、Verve)
- マイケル・ウルバニアク : We'll Remember Komeda (1973年、MPS/BASF)